# Nea Moni
Nea Moni (grčki: Νέα Μονή - "Novi manastir") je kompleks građevina iz 11. stoljeća na grčkom otoku Hiosu. Nea Moni je 1990. godine uvršten na UNESCO-ovu listu Svjetske baštine. Nea Moni se nalazi na obroncima planine Provateio Oros u unutrašnjosti otoka, oko 15 km od grada Hiosa. Osobito je poznat po svojim mozaicima koji su uz one u manastirima Daphni i Hosios Lukas, najljepši primjerci stila u bizantskoj umjetnosti zvanog makedonska renesansa u Grčkoj.

## Povijest
Manastir Nea Moni podigao je bizantski car Konstantin IX. Monomah, zajedno sa svojom ženom caricom Zoe, sredinom 11. st. Prema lokalnoj legendi manastir je podignut na mjestu gdje su tri monaha; Nikita, Joanes i Josif, pronašli ikonu Djevice Marije, kako visi s grane mirte.
 
Upravo u to vrijeme, Konstantin je bio protjeran na obližnji otok Lezbos, monasi koji su ga došli obići rekli su mu da su vidjeli proročanstvo da će on postati sljedeći car. Konstantin im je navodno obećao da će podići crkvu ako se to obistini. I zaista je 1042. Konstantin postao car, te je u znak zahvalnosti počeo graditi manastir posvećen Bogorodici (Theotokos). Glavna manastirska crkva (katolikon) bila je posvećena 1049., a cijeli manastirski kompleks bio je gotov 1055., nakon Konstantinove smrti.

Manastir je od osnutka uživao znatne privilegije, u srpnju 1049., Konstantin Monomah izdao je Zlatnu bulu kojom je manastir izdvojen od bilo koje vlasti (crkvene ili svjetovne) te mu poklonio glavarinu na sve židove s Hiosa (vrsta tadašnjeg poreza). 
Zbog velikih zemljišnih posjeda, izuzeća od poreza i ostalih privilegija koje su mu poklanjali i sljedeći carevi, manastir je cvjetao za Bizanta. Stoljećima je manastir Nea Moni gomilao bogatstva tako da je postao jedan od najbogatijih u Egeju. Na svom vrhuncu negdje oko 1300.-te, Nea Moni posjedovao je gotovo trećinu svih posjeda na Hiosu, a u njemu je obitavalo čak 800 monaha. 
No kad su otokom zavladali đenovežani, manastir je počeo siromašiti, ali sve se to popravilo kad su Hiosom zavladali Turci, a manastir potpao pod direktnu upravu Carigradskog patrijarha i uživao visok stupanj autonomije. Krajem 16. st. manastir je posjetio putnik Samuel Purchas, po njemu je tad u manastiru obitavalo 200 monaha, i jedini je imao pravo u cijeloj Grčkoj upotrebljavati crkvena zvona. 
Tijekom 17. st. broj monaha se stao smanjivati, ali se u narednom stoljeću stanje popravilo, tako da je u 18. st. kad je Nea Moni posjetio Jeruzalemski patrijarh Krisantos Notaras (1725. i 1729.) manastir bio u zavidnu stanju.
Nea Moni je počeo propadati nakon poznatog Masakra na Hiosu za vrijeme Grčkog rata za neovisnost 1822. Tad je opljačkan i demoliran, nakon toga se više nikad nije oporavio. Razorni potresi 1881., doprinijeli su njegovoj daljnjoj propasti, tad se urušila kupola u glavnoj crkvi, a nekoliko manastirskih zgrada se srušilo, poput zvonika iz 1512. U moderna vremena manastir Nea Moni je zahvatila druga vrst nedaća, - nedostatak monaha, pa je stoga 1952. pretvoren u ženski samostan. Prema popisu stanovnika iz 2001., u njemu su obitavale samo tri monahinje.

## Građevine u manastiru
Manastirski kompleks ima oko 17.000 m2 u njemu se nalaze: glavna crkva ("katolikon"), dvije manje crkve (posvećene Svetom Križu i sv. Pantelejmonu) blagovaonica ("trapeza"), monaške ćelije ("kelia"), recepcija "triklinon" i podzemna cisterna ("kinsterna"). Čitav kompleks bio je okružen zidinama (izvorne 
bizantinske urušili su se za potresa 1822.), na sjeveroistočnom kraju nalazi se obrambeni toranj, koji se ranije koristio kao biblioteka. Izvan zidina, nalazi se monaško groblje s malom kapelom sv. Luke.
Središnji, glavni manastirski objekt ("katolikon") je crkva posvećena Djevici Mariji. To je oktogonalni objekt u tlocrtu s narteksom i egzonarteksom. Takozvani otočki tip crkve kakve se tad gradilo osim na Hiosu i po Cipru. Današnji objekt je rezultat ozbiljne rekonstrukcije provedene u 19. st. nakon razornih potresa. 
Zvonik je nanovo podignut 1900., namjesto starijeg srušenog iz 1512.
Uz dijelove u glavnoj crkvi  (u egzonarteksu), jedino izvorno preostalo iz 11. st. su dijelovi zvonika (ugrađeni u novopodignuti), kapela sv. Luke, cisterna i dijelovi blagovaone (trapeza). Monaške ćelije, koje su danas većinom u ruševnom stanju, su iz razdoblja kad je otokom vladala Mletačka Republika i Republika Genova. Unutar glavne crkve je 1992. (u jednoj manjoj pobočnoj prostoriji) otvoren muzej crkvenih relikvija koje su većinom iz 19. st.
- Ulaz u manastir (2009.)
- Glavni oltar
- Krštenje Kristovo, mozaik u apsidi
- Judin poljubac, mozaik, 11. stoljeće

## Vanjske poveznice
- Nea Moni s Hiosa, na portalu Grčkog ministarstva kulture (grč.)
- Nea Moni s Hiosa, na portalu Grčka crkva  Arhivirana inačica izvorne stranice od 7. kolovoza 2011. (Wayback Machine) (grč.)
- Bizantski mozaici s Nea Monia  Arhivirana inačica izvorne stranice od 15. kolovoza 2011. (Wayback Machine) (grč.)